# Edificio del MI6
El edificio del MI6 o edificio del SIS (en inglés: SIS Building o MI6 Building) en Vauxhall Cross alberga la sede del Servicio de Inteligencia Secreto (SIS o MI6), la agencia de inteligencia exterior del Reino Unido. Está situado en el 85 del Albert Embankment en Vauxhall, un barrio del suroeste del centro de Londres, a orillas del Río Támesis y junto al Vauxhall Bridge. Ha sido la sede del SIS desde 1994.

## Historia

### Antecedentes
Previamente, el SIS había tenido su sede en Century House, un edificio de oficinas de 22 plantas situado en Westminster Bridge Road, Lambeth, cerca de la Estación de Waterloo. La ubicación de la sede era información clasificada, aunque el Daily Telegraph afirmó que era el «secreto peor guardado de Londres, conocido por cada taxista, guía turístico y agente del KGB». Century House fue considerada «irremediablemente insegura» en un informe de 1985 de la National Audit Office (NAO) y un estudio planteó preocupaciones sobre su seguridad; el edificio estaba hecho principalmente de cristal y tenía una gasolinera en su base. Las preocupaciones de seguridad, junto con el corto plazo de arrendamiento que quedaba y el coste de modernizar el edificio, fueron factores importantes para que se trasladara a una nueva sede.

### Diseño y construcción

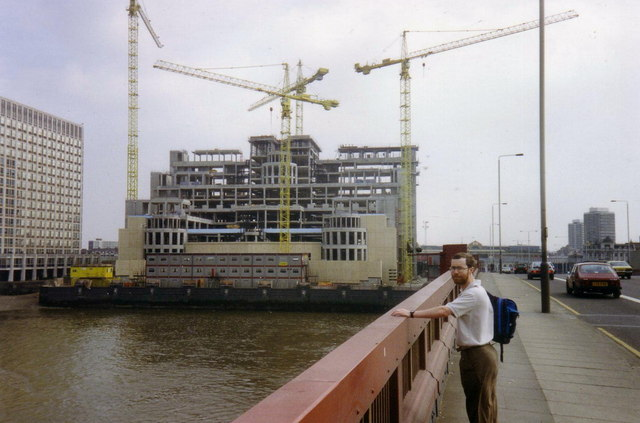
El edificio del MI6 en construcción en 1991.

En el siglo XIX, en la parcela en la que se sitúa actualmente el edificio del MI6 se encontraban los Jardines de Vauxhall. Posteriormente, tras la demolición de estos jardines de recreo en la década de 1850, se construyeron varios edificios industriales en la parcela, incluidas una fábrica de cristal, una fábrica de vinagre y una destilería de ginebra. Las excavaciones arqueológicas de la parcela realizadas durante las obras encontraron los restos de hornos de cristal del siglo XVII, así como casas flotantes y una posada llamada The Vine. También se encontraron evidencias de un muro de contención del río.
En 1983 la parcela fue comprada por los promotores Regalian Properties. La competición para urbanizar la parcela fue ganada por el arquitecto Terry Farrell, cuya propuesta original consistía en un pueblo urbano. Posteriormente se desarrolló un proyecto de edificios de oficinas para la parcela, que serían ocupados por una agencia del gobierno. El edificio había sido vendido por 130 millones de libras en 1989, y estaba previsto que la construcción durara tres años, con John Laing como contratista. Finalmente el SIS se convirtió en el ocupante del edificio. El diseño de Farrell de la sede del MI6 muestra influencias de la arquitectura modernista industrial de los años treinta, como las centrales de energía de Bankside y Battersea, así como de los templos religiosos mayas y aztecas.
Regalian se puso en contacto con el gobierno en 1987 para evaluar su interés en el edificio. En 1988 la primera ministra Margaret Thatcher aprobó la compra del nuevo edificio para el SIS. La NAO puso el coste final de la parcela y el inmueble en 135,05 millones de libras, 152,6 millones de libras incluidas las necesidades especiales del servicio. Hay rumores de que hay un túnel desde el edificio hasta Whitehall.
Las numerosas capas en las que está dispuesta la sede del MI6 crean sesenta azoteas distintas. Se usaron veinticinco tipos diferentes de cristal, y se emplearon 12 000 m² de cristal y aluminio en su construcción. Las ventanas tienen triple acristalamiento por razones de seguridad. Debido a la naturaleza sensible del trabajo del MI6, una gran parte del edificio está por debajo del nivel del suelo. Entre los servicios que dispone para los empleados están un sala de deportes, un gimnasio, una sala de aeróbic, una pista de squash y un restaurante. El edificio también tiene dos fosos como protección.
El edificio fue completado en abril de 1994 e inaugurado oficialmente por la reina Isabel II acompañada por Felipe de Edimburgo en julio de ese mismo año.

### Historia reciente

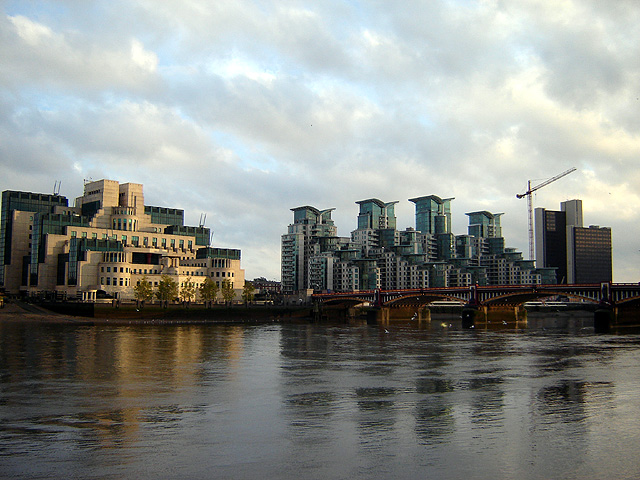
El edificio del MI6 y sus alrededores en 2005.

En septiembre de 2000 el edificio fue atacado por fuerzas no aprehendidas usando un lanzacohetes antitanque RPG-22 de fabricación rusa, causando daños superficiales. La Policía Metropolitana de Londres recuperó el lanzacohetes tirado en el parque Spring Gardens en Vauxhall y encontró restos del cohete, que explotó contra una ventana de la octava planta. Se pensó que detrás del ataque estaban disidentes irlandeses. Tras el ataque, Alan Judd se refirió en The Daily Telegraph a los detractores que querían una presencia menos visible del SIS, escribiendo que «ambos lados del debate de Whitehall podrían utilizar el ataque para defender sus ideas: por un lado, el perfil del edificio lo hizo un objetivo obvio; por otro lado, se ha demostrado que es necesaria una sede con una costosa protección de seguridad».
El 1 de junio de 2007, el edificio y sus alrededores fueron designados un sitio protegido para los propósitos de la sección 128 del Serious Organised Crime and Police Act 2005. El efecto de esto fue convertir en un delito criminal específico que una persona allanara el recinto. En agosto de 2010 dos hombres de Gales fueron arrestados después de que se encontrara una carta bomba en el centro postal del edificio del MI6. En enero de 2013 se puso brevemente en estado de alerta tras el accidente de helicóptero contra la cercana St George Wharf Tower.
La reina visitó Vauxhall Cross por segunda vez en febrero de 2006, y Carlos de Gales lo visitó en julio de 2008. En junio de 2013 el príncipe Enrique de Gales visitó la sede del SIS y le dieron una sesión informativa sobre inteligencia. Durante el desfile por el Támesis, parte de las celebraciones por el Jubileo de Diamante de Isabel II en 2012, la Orquesta Filarmónica de Londres tocó el Tema de James Bond mientras pasaban por el edificio. El Daily Telegraph escribió que «incluso el MI6 se unió a la fiesta. Su sede en Vauxhall lucía algunas discretas filas de adornos con banderas, pero sus balcones permanecieron vacíos».
El edificio fue iluminado con luces rosa para sensibilizar sobre el cáncer de mama en 2013.

## Impacto cultural

### Críticas arquitectónicas

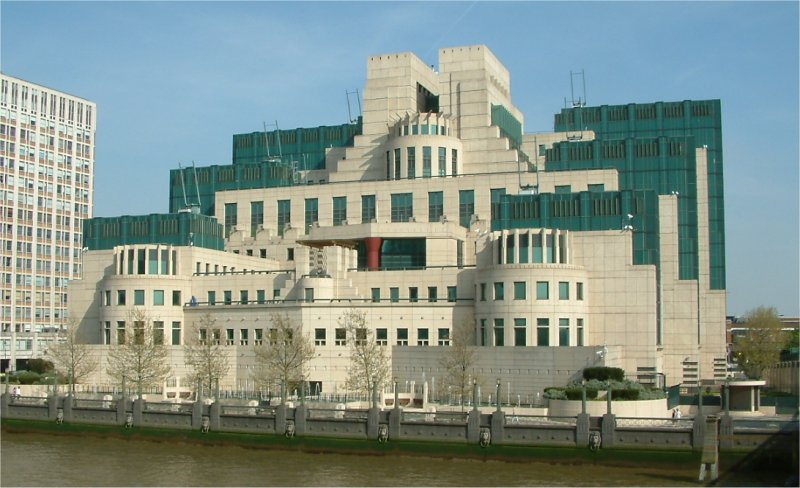
El edificio del MI6 visto desde Vauxhall Bridge.

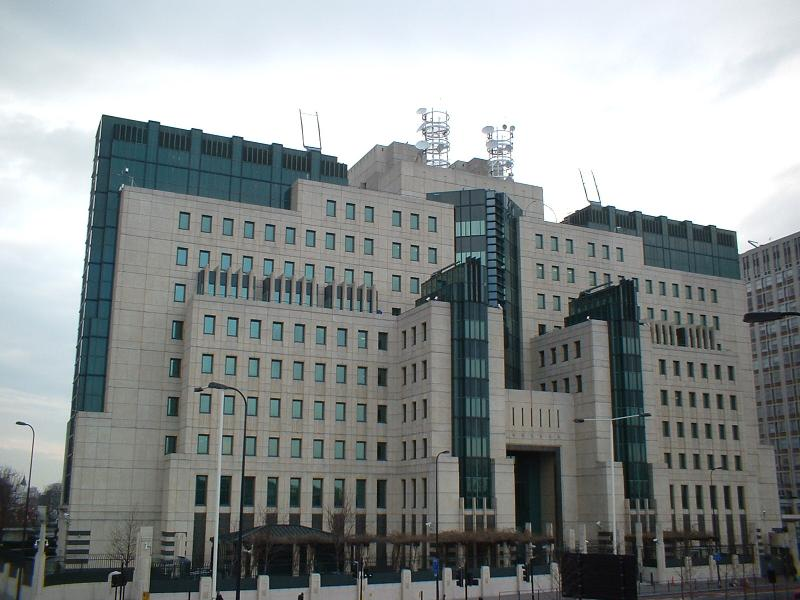
El lado opuesto del edificio, visto desde Vauxhall Cross.

El edificio del MI6 recibió una crítica positiva de Deyan Sudjic en The Guardian en 1992, que lo describió como un «epitafio de la arquitectura de los ochenta». Sudjic escribió que «es un diseño que combina una alta seriedad en su composición clásica con un sentido del humor posiblemente involuntario. Se podría interpretar de manera igualmente plausible como un templo maya o como una ruidosa pieza de maquinaria art déco», y añadió que lo más impresionante del diseño de Farrell era que no se había «encerrado en una única idea» ya que el edificio «crece y se desarrolla según te mueves a su alrededor». En su Guide to London's Contemporary Architecture de 2014, Kenneth Allinson y Victoria Thornton escribieron que «algunos ven este edificio como el más controlado y maduro de Farrell: posee un rico repertorio, sin duda, pero no una cacofonía de elementos retóricos, ni carentes del virtuosismo inconsciente que puede inspirar y excitar. Pero es sin duda demasiado Gotham City para el gusto de muchos. Los numerosos críticos y oponentes de Farrell lo considerarían una pesadilla: una fortaleza de un servicio secreto, proporcionada por un especulador privado, diseñada por un populista confeso y situada en un lugar muy visible junto al río. Sin duda, es un fenómeno extraño». Por otro lado, Feargus O'Sullivan mencionó que el edificio recibía el apodo Ceaușescu Towers («Torres de Ceaușescu»), en referencia a la arquitectura pomposa sobredimensionada de la Rumanía socialista, y ridiculizó todo el barrio de edificios de reciente construcción en Vauxhall como Dubai-on-Thames («Dubái del Támesis»).

### Películas de James Bond
Vauxhall Cross ha aparecido en varias películas recientes de James Bond. El edificio apareció por primera vez en Goldeneye (1995) y fue atacado en The World Is Not Enough (1999), Skyfall (2012) y Spectre (2015). Para The World Is Not Enough se construyó una maqueta del edificio de 15 metros de altura en los Pinewood Studios. En Vauxhall Cross se realizó un estreno especial de The World Is Not Enough solo para los empleados del MI6, que aplaudieron cuando su sede fue destruida en la película. Algunas escenas de la vigésimo cuarta película de Bond, Spectre, se grabaron en el Támesis cerca de Vauxhall Cross en mayo de 2015.